# Имението Даунтън
„Имението Даунтън“ (на английски: Downton Abbey, Абатство Даунтън) е британски сериал, драма, създаден от Джулиан Фелоуз и ко-продуциран от Карнивал Филмс и Мастърпийс. Първото му излъчване бе по телевизия ITV в Обединеното кралство на 26 септември 2010 г.
Сериалът е заснет в йоркширското абатство на Даунтън и разказва за живота на аристократичното семейство Кроли и прислужниците му през Едуардската ера – с големите събития в историята, които отразяват ефект в живота им, както и на британската социална йерархия. Подобни събития в сериала включват новините за потъването на Титаник в първи сезон; избухването на Първата световна война, Испанската пандемия във втори сезон; Междувоенният период и борбата за независимост за Република Ирландия в трети сезон.
„Имението Даунтън“ получава много акламации от критиците и спечелва много награди, включващи награда Златен глобус за най-добър минисериал или телевизионен сериал и Еми награда за най-добър минисериал или филм. Сериалът е най-високо оцененият от критиците англоезичен сериал от Световните рекорди на Гинес за 2011 г. Спечелва най-много номинации от всеки друг интернационален сериал в историята на Праймтайм наградите на Еми с общо 27 (след два сезона). Той е най-гледаният сериал по каналите ITV и PBS, а впоследствие става и най-преуспялата британска периодична драма, заедно със сериала „Завръщане в Брайдсхед“ от 1981. С третия си сезон, сериалът става един от най-гледаните сериали в цял свят.

## Преглед
Сериалът е заснет в измисленото абатство Даунтън, йоркширско имение, седалището на графа и графинята на Грантъм. Проследява живота на аристократичното семейство Кроли и техните прислужници по време на управлението на крал Джордж V. В първия сезон се говори за края на Едуардската ера през 1912 с новина за смъртта на семейния наследник, който е бил на борда на Титаник. Вторият сезон покрива годините от 1916 до 1919, а специалният коледен сезон – коледният период на 1919 година, свършвайки с началото на 1920. Трети сезон покрива годините 1920 до есента на 1921.

## Места на снимане
Замъкът Хайклиър в графство Хампшър е използван за външните снимки на абатството, както и повечето от вътрешните. Кухнята и стаите на прислугата, както и някои други стаи са снимани в Ealing Studios.
Селцето Бамптън в Оксфордшър е използвано за снимките на открито с известната църква и библиотеката, която служи за вход на болницата. Окопът от Първата световна война във Франция е сниман провинцията в Съфолк, близо до селото Акенам, което е специално предназначено за заснемане на военни сцени.
Много исторически локации и аристократически имения са използвани за заснемането на различните сцени. Измисленият Хаксби парк, имението, което сър Ричърд Карлайл има намерение да купи във втори сезон, е част от имението Уадесдън в Бъкингамшър. Замъкът Инвъререй е именуван „Дънигъл касъл“ през коледния епизод, 2012. Грейс корт в Оксфордшър е използван като втората собственост на семейството, в която е предложено да се преместят и нарекат „Даунтън плейс“, поради финансовите затруднения в трети сезон. Също така сцените в затвора на Бейтс са заснети в Замъкът Линкълн в Линкълншър.
За имението е казано, че лежи в историческото графство Йоркшър. Градовете, споменати от героите в сезоните, Изингуолд, Къркби Малзиърд, Къркбимърсайд, Малтън, Мидълзбро, Рипън, Ричмъд и Тирск се намират в съвременен Северен Йоркшър, както и самият град Йорк, докато Лийдс се намира в Западен Йоркшър.

## Герои

### Главни герои

#### Семейство Кроли
| Актьор               | Герой                                              | Позиция | Поява                       |
| -------------------- | -------------------------------------------------- | --- | --------------------------- |
| Хю Боневил           | Робърт Кроли, граф на Грантъм                      | Лорд Грантъм, глава на семейство Кроли | Сезон 1–                    |
| Елизабет Макгавърн   | Кора Кроли (мом. име Левинсън), графиня на Грантъм | Лейди Грантъм, американската жена на лорд Грантъм | Сезон 1–                    |
| Мишел Докъри         | Лейди Мери Джоузефин Кроли                         | Най-възрастната дъщеря на лорд и лейди Грантъм; жена и вдовица на Матю, майка на Джордж – предполагаемият наследник на лорд Грантъм след смъртта на Матю | Сезон 1–                    |
| Лора Кармайкъл       | Лейди Едит Кроли                                   | Средната дъщеря на лорд и лейди Грантъм | Сезон 1–                    |
| Джесика Браун Финдли | Лейди Сибил Кора Брансън (мом. име Кроли)          | Най-малката дъщеря на лорд и лейди Грантъм, жена на Том, майка на Сибил – дъщерята ѝ от Том                                                              | Сезон 1 – 3                 |
| Маги Смит            | Вайълет Кроли, Вдовицата графиня на Грантъм        | майката на лорд Грантъм | Сезон 1–                    |
| Алън Лийч            | Том Брансън                                        | Шофьор на семейството (1 – 2), агент на имението (3), вдовец на лейди Сибил, баща на малката Сибил, наричана Сиби                                        | Сезон 1–                    |
| Дан Стивънс          | Матю Реджиналд Кроли                               | Вероятният наследник (трети братовчед) на лорд Грантъм; бивш адвокат, по-късно съсобственик на имението; съпруг на лейди мари и баща на сина им, Джордж  | Сезон 1–Коледен епизод 2012 |
| Пенелъпи Уилтън      | Изабел Кроли                                       | Майката на Матю; вдовица и бивша мед. сестра | Сезон 1–                    |
| Лили Джеймс          | Лейди Роуз Макклер                                 | Братовчедка и повренеица на Грантъмови; дъщеря на маркиза и маркизата на Флинтшър                                                                        | Сезон 3–                    |
| Саманта Бонд         | Лейди Роузмънд Пейнсуик (мом. име Кроли)           | Сестрата на лорд Грантъм | Сезон 1–                    |

### Персонал
| Актьор            | Герой                            | Позиция                                                                    | Поява                       |
| ----------------- | -------------------------------- | -------------------------------------------------------------------------- | --------------------------- |
| Джим Картър       | Чарлз Карсън                     | Иконом                                                                     | Сезон 1–                    |
| Филис Лоугън      | Елзи Хюз                         | Икономка                                                                   | Сезон 1–                    |
| Брендън Койл      | Джон Бейтс                       | Камериерът на лорд Грантъм; съпруг на Ана, вдовец на Вера                  | Сезон 1–                    |
| Шивон Финеран     | Сара О'Браян                     | Бившата камериерка на лейди Кора                                           | Сезон 1–Коледен епизод 2012 |
| Роб Джеймс-Колиър | Томас Бароу                      | Първи лакей, по-късно камериер на лорд Грантъм, след това подиконом        | Сезон 1–                    |
| Джоан Фрогат      | Ана Мей Бейтс (мом. име Смит)    | Главна прислужничка, по-късно камериерка на лейди Мери; жена на Джон Бейтс | Сезон 1–                    |
| Лесли Никол       | Берил Патмор                     | Готвачка                                                                   | Сезон 1–                    |
| Софи Макшера      | Дейзи Мейсън (мом. име Робинсън) | Помощничка в кухнята, по-късно асистент-готвач; вдовица на Уилиам Мейсън   | Сезон 1–                    |
| Томас Хауз        | Уилиам Мейсън                    | Втори лакей; съпруг на Дейзи                                               | Сезон 1 – 2                 |
| Роуз Лесли        | Гуен Доусън                      | Прислужничка                                                               | Сезон 1                     |
| Ейми Нътол        | Етел Паркс                       | Прислужничка, по-късно икономка и готвачка в дома на г-жа Кроли            | Сезон 2 – 3                 |
| Кевин Дойл        | Мозли                            | Икономът и камериерът на Матю                                              | Сезон 1–                    |
| Мат Милн          | Алфрет Нюджент                   | Втори лакей; племенник на О'Браян                                          | Сезон 3–                    |
| Ед Спелирс        | Джеймс „Джими“ Кент              | Първи лакей                                                                | Сезон 3–                    |
| Кара Теоболд      | Айви Стюърт                      | Помощничка в кухнята                                                       | Сезон 3–                    |
| Миана Бюринг      | Една Брейтуейт                   | Бивша прислужничка, сега камериерка на лейди Грантъм                       | Коледен епизод 2012–        |

## Продукция
Гарет Нийм от Carnival Films поражда идеята от сериала „Госфорд парк“. Фелоуз не е бил особено съгласен да работи по друг проект, подобен на Госфорд, само след седмици той се обръща към Нийм с няколко идеи за първия сезон. Фелоуз пише сценария, а жена му Ема е неофициален редактор на историите.

### Начална мелодия
Началната мелодия на „Имението Даунтън“ се казва „Did I Make the Most of Loving You“, която е композирана от Джон Лън и е продуцирана от Диминк Хосър, продължава тридесет и пет секунди. Мелодията е пусната комерсиално във Великобритания, както и в САЩ на 9 януари 2013 от BSX Digital. Според Лън вдъхновението за мелодията на сериала дошла от Джеймс Браун.

## „Имението Даунтън“ в България
В България сериалът започва излъчване на 17 декември 2013 г. по Нова телевизия с премиерни два епизода наведнъж, а разписанието му е от понеделник до четвъртък от 20:00. Ролите се озвучават от артистите Даниела Йорданова, Силвия Русинова, Даниела Сладунова, Николай Николов, Христо Узунов и Георги Георгиев-Гого.
След като Кино Нова повтаря първите два сезона на „Имението Даунтън“, от 8 май 2014 г. започва излъчването на премиерния за България трети сезон с разписание всеки делник от 18:00 с повторение на следващия ден от 11:00 и завършва на 20 май.
На 16 януари 2021 г. започва и по bTV Lady, всеки уикенд от 23:00 ч. На 20 февруари започва излъчването на премиерния четвърти сезон. На 25 декември 2021 г. започва премиерно шести сезон и свършва на 9 януари. Дублажът е записан наново от Саунд Сити Студио и ролите се озвучават от Татяна Захова, Милица Гладнишка, Петър Върбанов, Петър Бонев и Мартин Герасков.